# Bataceae
Bataceae is de botanische naam van een familie van tweezaadlobbige planten. Deze naam werd ook wel als Batidaceae geschreven, wat taalkundig zuiverder is, maar in de ICBN is de spelling Bataceae vastgelegd. Een familie onder deze naam wordt vrij algemeen erkend door systemen voor plantentaxonomie, en zo ook door het APG-systeem (1998) en het APG II-systeem (2003).
De familie bestaat uit één genus, Batis, van twee soorten struikjes die voorkomen langs de kusten in de tropen, zowel in Amerika als in het Pacifische gebied, met één soort in Amerika, en één soort in Australië en omstreken.
Het Cronquist-systeem (1981) plaatst de familie in de orde Batales.